# SUMMER TIME MAGIC
SUMMER TIME MAGIC（サマー・タイム・マジック）は、2004年7月7日に発売されたHOME MADE 家族の1枚目のシングル。発売元は、Ki/oon Records。

## 解説
ミニアルバム『Oooh! 家〜!』でメジャーデビュー後、2ヶ月で発売された初のシングル。

## 収録内容
1. SUMMER TIME MAGIC
  - 作詞:KURO/MICRO/U-ICHI　/　作曲:KAREN ELLIOT/KURO/U-ICHI/MICRO
2. MR.タフガイ
  - 作詞:KURO/U-ICHI/MICRO　/　作曲:KURO/U-ICHI/MICRO

CX系『スマックダウン』エンディングテーマ
3. Oooh! Yeah～!
  - 作詞:KURO/U-ICHI/MICRO　/　作曲:MICRO/KURO/U-ICHI

## 収録アルバム
1. SUMMER TIME MAGIC
  - 1stアルバム『ROCK THE WORLD』に収録。
2. MR.タフガイ
  - 1stアルバム『ROCK THE WORLD』に収録。
3. Oooh! Yeah～!
  - なし